# Envision Evangelene
EnVision EvAngelene es el Noveno álbum de la Banda Australiana Mortification publicado en 1996. Este álbum se define como estilo Power metal caracterizado por un sonido crudo. En el álbum se pueden apreciar al nuevo Baterista que Steve Rowe había agregado recientemente a la banda. También es la novedad el guitarrista, el cual alcanzó a estar 4 años en ella.

## Lista de canciones
1. EnVision EvAngelene In 8 Partsl
2. Nothern Storm
3. Peace In The Galaxy
4. Jehovah Nissi
5. Buried Into Obscurity
6. Chapel Of Hope
7. Noah Was A Knower
8. Crusade For The King

- Datos: Q1106291